# Onthophagus sciron
Onthophagus sciron är en skalbaggsart som beskrevs av Vladimir Balthasar 1969. Onthophagus sciron ingår i släktet Onthophagus och familjen bladhorningar. Inga underarter finns listade i Catalogue of Life.